# Norsk biografisk leksikon

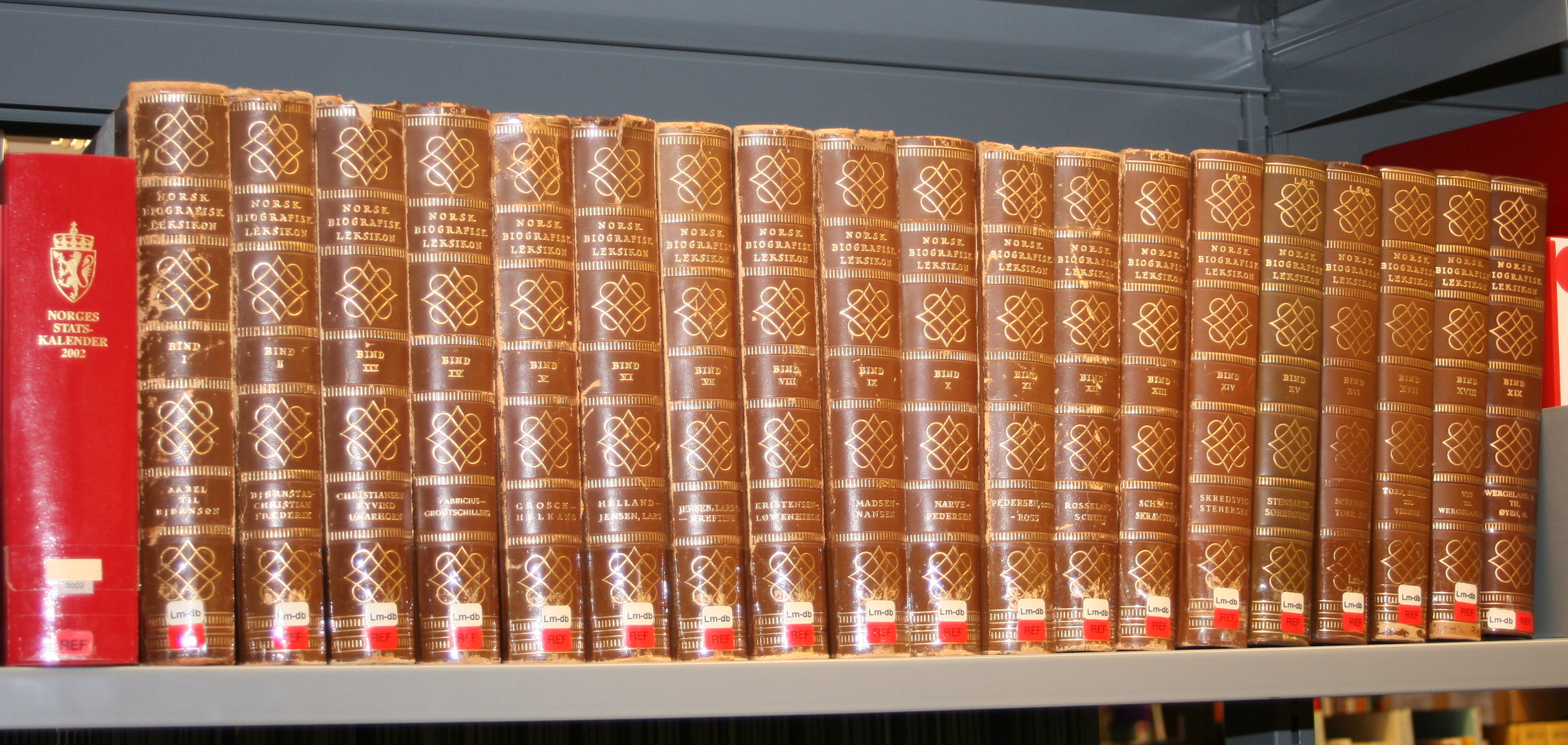
Norsk biografisk leksikon, bao gồm 19 quyển

Norsk biografisk leksikon là bách khoa toàn thư tiểu sử lớn nhất Na Uy.
Ấn bản đầu tiên (NBL1) được phát hành từ năm 1921 đến năm 1983, bao gồm 19 tập và 5.100 mục tiểu sử. Cuốn sách được xuất bản bởi Aschehoug với sự hỗ trợ kinh tế từ chính phủ.
Kunnskapsforlaget đã mua bản quyền NBL1 từ Aschehoug vào năm 1995, và việc soạn thảo một ấn bản mới được bắt đầu vào năm 1998. Dự án có sự hỗ trợ kinh tế từ Quỹ Fritt Ord và Bộ Văn hóa, và ấn bản thứ hai (NBL2) đã được phát hành trong những năm 1999-2005, bao gồm 10 tập và khoảng 5.700 mục tiểu sử. Năm 2006, việc phát hành một phiên bản điện tử của NBL2 được bắt đầu, với sự hỗ trợ từ cùng một tổ chức. Năm 2009, một phiên bản trực tuyến, có thể truy cập miễn phí đã được phát hành bởi Kunnskapsforlaget. Phiên bản điện tử có thêm các mục tiểu sử bổ sung và cập nhật về ngày mất của tiểu sử. Còn lại, phần lớn nội dung vẫn được giữ nguyên và không bị thay đổi so với phiên bản in.

## Danh sách các tập sách
Đây là danh sách các tập trong ấn bản thứ hai của Norsk biografisk leksikon.
- Tập 1: Abel–Bruusgaard. Xuất bản năm 1999
- Tập 2: Bry–Ernø. Xuất bản năm 2000
- Tập 3: Escholt–Halvdan. Xuất bản năm 2001
- Tập 4: Halvorsen–Ibsen. Xuất bản năm 2001
- Tập 5: Ihlen–Larsson. Xuất bản năm 2002
- Tập 6: Lassen–Nitter. Xuất bản năm 2003
- Tập 7: Njøs–Samuelsen. Xuất bản năm 2003
- Tập 8: Sand–Sundquist. Xuất bản năm 2004
- Tập 9: Sundt–Wikborg. Xuất bản năm 2005
- Tập 10: Wilberg–Aavik, và các tài liệu bổ sung. Xuất bản năm 2005

Đây là danh sách các tập trong ấn bản đầu tiên của Norsk biografisk leksikon.
- Tập 1: Aabel–Bjørnson. Xuất bản năm 1923
- Tập 2: Bjørnstad–Christian Frederik. Xuất bản năm 1925
- Tập 3: Christiansen–Eyvind Urarhorn. Xuất bản năm 1926
- Tập 4: Fabricius–Grodtschilling. Xuất bản năm 1929
- Tập 5: Grosch–Helkand. Xuất bản năm 1931
- Tập 6: Helland–Lars Jensen. Xuất bản năm 1934
- Tập 7: Lars O. Jensen–Krefting. Xuất bản năm 1936
- Tập 8: Kristensen–Løwenhielm. Xuất bản năm 1938
- Tập 9: Madsen–Nansen. Xuất bản năm 1940
- Tập 10: Narve–Harald C. Pedersen. Xuất bản năm 1949
- Tập 11: Oscar Pedersen–Ross. Xuất bản năm 1952
- Tập 12: Rosseland–Schult. Xuất bản năm 1954
- Tập 13: Schultz–Skramstad. Xuất bản năm 1958
- Tập 14: Skredsvig–Stenersen. Xuất bản năm 1962
- Tập 15: Stensaker–Sørbrøden. Xuất bản năm 1966
- Tập 16: Sørensen–Alf Torp. Xuất bản năm 1969
- Tập 17: Eivind Torp–Vidnes. Xuất bản năm 1975
- Tập 18: Vig–Henrik Wergeland. Xuất bản năm 1977
- Tập 19: N. Wergeland–Øyen. Xuất bản năm 1983